# Erottaja
Erottaja (Skillnaden en suédois) est une petite place du centre d'Helsinki en Finlande.

## Étymologie
Son nom signifie la séparation : elle marque en effet la jonction de 3 des principales rues de la capitale finlandaise : Mannerheimintie, l'Esplanade et le Bulevardi. Elle constitue aussi le point zéro du réseau routier finlandais. Erottaja constitue le point charnière du réseau routier de la capitale depuis l'adoption du plan en damiers en 1812.
Erottaja se situe en à la jonction de plusieurs quartiers ayant des plans en damier d'orientations différentes.
La place d'Erottaja et Erottajankatu séparaient la ville actuelle de la banlieue dite d'Uusimaa, qui se trouve à l'ouest de celle-ci, c'est-à-dire des quartiers actuels de Kamppi et de Punavuori.
Aujourd'hui encore, la frontière entre Kamppi et Kaartinkaupunki longe Erottajankatu

## Bâtiments
Le principal monument bordant la place est le théâtre suédois, à l'entrée de l'esplanade.
Sur le jeu de Monopoly en finnois, Erottaja correspond à la rue la plus chère, devant Mannerheimintie.

## Transports
Les lignes de tramway 1 (Eira–Bulevardi–Töölö–Sörnäinen–Käpylä), 3 (Olympiaterminaali–Eira–ErottajaBulevardi–Kallio–Töölö), 6 (Arabia–Hietalahti) et 10 (Kirurgi–Pikku Huopalahti) passent par Erottaja.

## Galerie

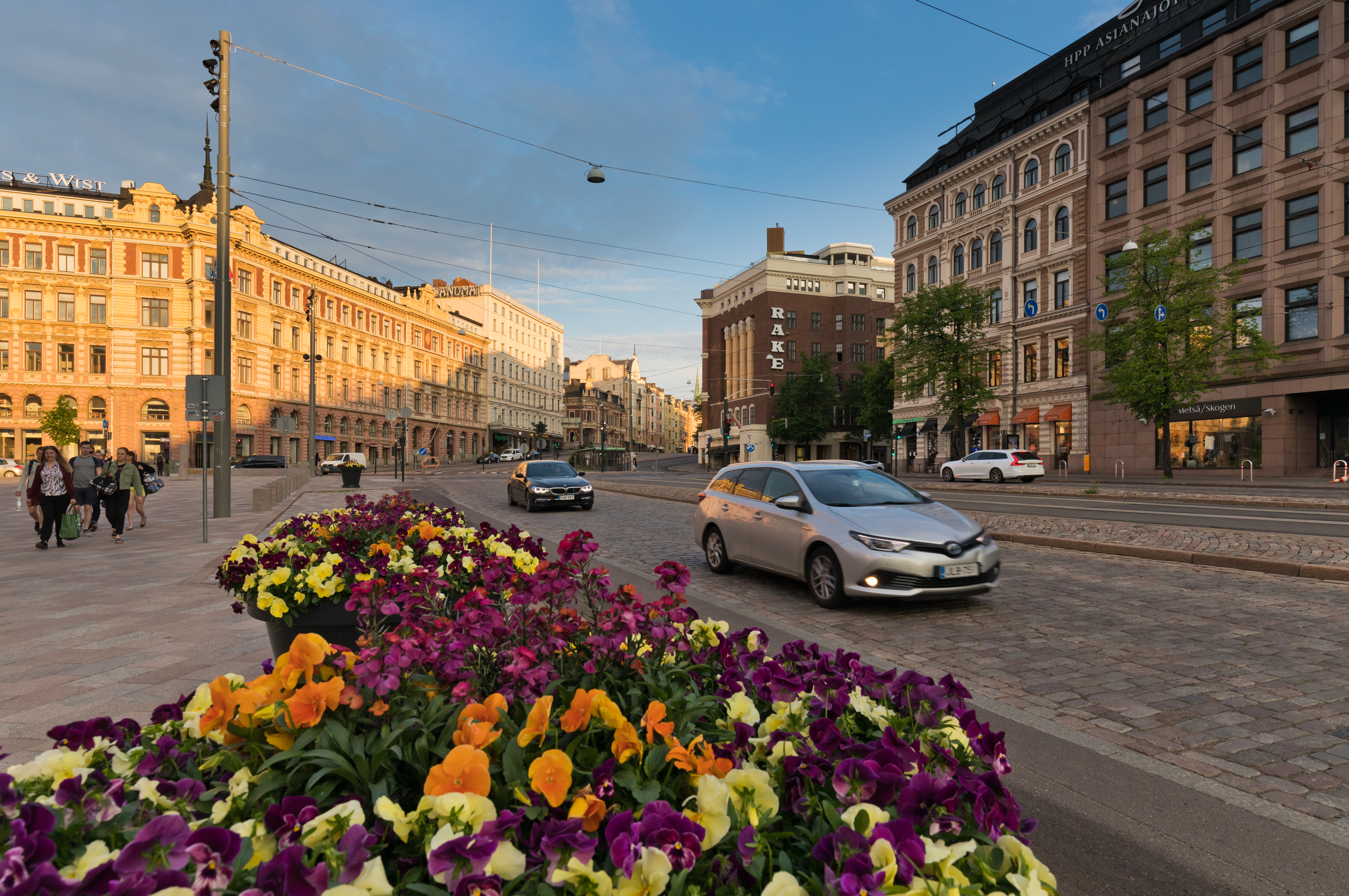
Rue Erottajankatu et place Erottaja.
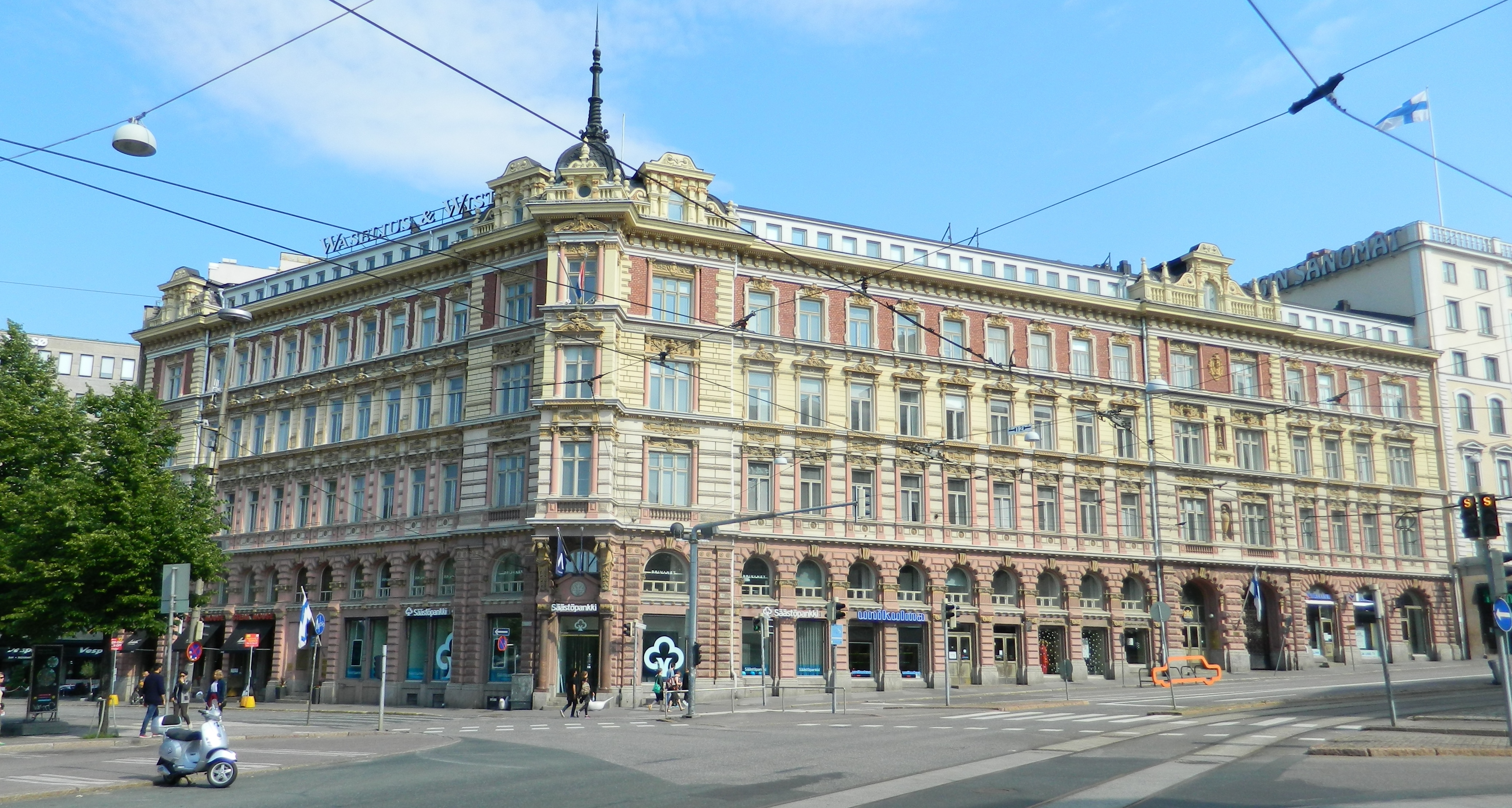
Ambassade des Pays-Bas.
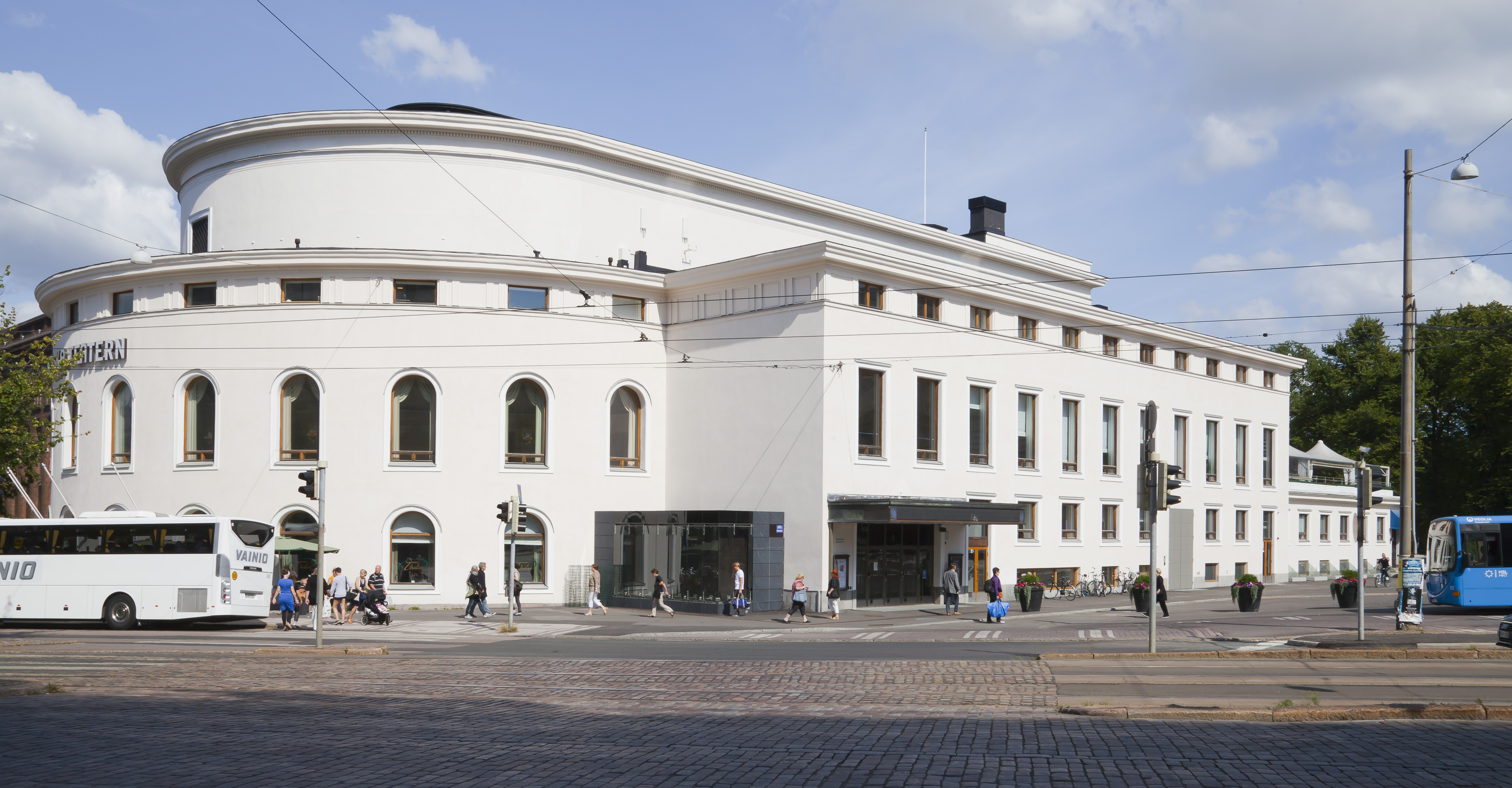
Le Théâtre suédois vu d'Erottaja.